# Grzegorz Rachlewicz
Grzegorz Rachlewicz – polski geograf, profesor nauk ścisłych i przyrodniczych, pracownik naukowy Instytutu Geoekologii i Geoinformacji UAM w Poznaniu, dziekan Wydziału Nauk Geograficznych i Geologicznych Uniwersytetu im. Adama Mickiewicza w Poznaniu.

## Życiorys
W 1998 r. obronił pracę doktorską pt. Rozwój rzeźby glacjalnej zachodniego wybrzeża Zatoki Admiralicji, Wyspa Króla Jerzego, Szetlandy Południowe w okresie postatlantyckim, przygotowaną pod kierunkiem prof. Andrzeja Karczewskiego. W 2010 r. Wydział Nauk Geograficznych i Geologicznych UAM nadał mu stopień doktora habilitowanego za pracę pt. Współczesny transport osadów i zmiany rzeźby w zlodowaconych systemach dolinnych wysokiej Arktyki (Billefjorden, Spitsbergen Środkowy). W 2022 r. uzyskał tytuł profesora nauk ścisłych i przyrodniczych. 
Jest profesorem w Instytucie Geoekologii i Geoinformacji UAM (był też jego dyrektorem) oraz dziekanem Wydziału Nauk Geograficznych i Geologicznych UAM, członkiem Komisji Nauk o Ziemi w Oddziale Polskiej Akademii Nauk w Poznaniu i przewodniczącym Rady Dyscypliny Naukowej - Nauk o Ziemi i Środowisku Uniwersytetu im. Adama Mickiewicza w Poznaniu.
Był członkiem Komitetu Badań Polarnych PAN oraz sekretarzem generalnym i wiceprezesem Stowarzyszenia Geomorfologów Polskich.